# Madeleine Mukamabano
Madeleine Mukamabano, née en 1955 au Rwanda, est une journaliste et productrice de radio franco-rwandaise.

## Biographie
Née en 1955 au Rwanda,  « à la campagne » dit-elle, elle est étudiante en 1973 en Ouganda, alors dirigé par Idi Amin Dada lorsque sa vie se trouve menacée par une crise xénophobe dans ce pays.  Elle est sauvée par un professeur qui, avec l’aide de diplomates français, réussit à la mettre en sécurité puis à lui permettre de rejoindre Paris. Alors qu'elle attendait une bourse pour Stanford aux États-Unis, elle décide, du fait des circonstances de poursuivre ses études par une maîtrise de lettres modernes à la Sorbonne,.

### Début carrière
Elle commence ensuite sa carrière professionnelle par diverses missions : « mission au Togo, chargée de cours en Côte d'Ivoire, consultante en Éthiopie... ».
En 1983, la radio France-Culture la sollicite, en tant que spécialiste du monde africain, pour participer ponctuellement à un magazine radiophonique quotidien, diffusée le midi, Panorama, une émission connue pour avoir mis le pied à l’étrier de plusieurs commentateurs devenus ensuite célèbres, tels que Laure Adler, Antoine Spire, ou encore Michel Field. « J'ai tout de suite adoré Madeleine », explique ainsi Michel Field, « réservée, posée et précise dans ses critiques, maîtrisant ses passions et - fait rare ! - respectant ses contradicteurs dans les débats. ». Elle découvre le domaine de la radio, s’y fait connaître et y commence un parcours comme journaliste ou animatrice d’émissions le plus souvent consacrées à l’Afrique (mais pas uniquement). Pendant quelques années, elle se partage, comme journaliste entre la presse écrite et la radio, notamment France Culture, puis se consacre essentiellement à la radio. 

### Réalisations et productions
Elle lance en particulier en 1990 un magazine hebdomadaire dominical sur Radio France internationale, Le Débat africain, où elle dialogue avec des personnalités politiques, au pouvoir ou dans l’opposition. L’émission est écoutée avec attention dans l’Afrique francophone,,..
Elle réalise également en 1999 un documentaire pour France Culture, structuré en cinq reportages, intitulé Rwanda 1999 : revivre à tout prix, et consacré au génocide rwandais de 1994, en allant à la rencontre et en dialoguant avec des acteurs, des deux côtés, de cette crise, des témoins, des survivants et des tueurs. Ce documentaire se voit attribuer le Prix Bayeux Calvados-Normandie des correspondants de guerre en 2000,,.
En 2003, elle devient  conseillère pour l'Afrique  du directeur de la rédaction de Radio France internationale, Jérôme Bouvier, tout en continuant à animer différentes émissions, le  Débat africain,  mais aussi d’autres  émissions comme Suds. En plus de son travail de journaliste, elle assure des missions pour l'Union européenne et d'autres organismes,. Elle arrête d’animer le Débat africain en 2010, après l'avoir fait pendant 20 ans.